# Puchar Zdobywców Pucharów (1983/1984)
XXIV Puchar Europy Zdobywców Pucharów 1983/1984

(ang. European Cup Winners’ Cup)

## 1/32 finału
| Swansea Town – 1. FC Magdeburg 1:1 i 0:1 1 24.08 1983 1:0 Walsh 1, 1:1 Streich 90 2 31.08 1983 0:1 Pommerenke 24 |

## 1/16 finału
| Juventus F.C. – Lechia Gdańsk 7:0 i 3:2 1 14.09 1983 1:0 Platini 19, 2:0 Penzo 24, 3:0 Platini 27, 4:0 Penzo 29, 5:0 Penzo 60, 6:0 Penzo 67, 7:0 Rossi 75 2 28.09 1983 1:0 Vignola 17, 1:1 Kowalczyk 50, 1:2 Kruszczyński 64k, 2:2 Tavola 75, 3:2 Boniek 83                                                                                                |
| Glentoran F.C. – Paris Saint-Germain 1:2 i 1:2 1 14.09 1983 1:0 Jameson 74, 1:1 Zaremba 78, 1:2 N’Gom 83 2 28.09 1983 1:0 Mullan 21, 1:1 Bathenay 48k, 1:2 Susić 76 |
| Hammarby IF – 17 Nëntori Tirana 4:0 i 1:2 1 14.09 1983 1:0 Olsson 18, 2:0 Wahlberg 39, 3:0 Olsson 46, 4:0 Lundin 58 2 28.09 1983 0:1 Vila 47, 1:1 Efraimsson 53, 1:2 Mema 64 |
| Sligo Rovers – FC Haka 0:1 i 0:3 1 14.09 1983 0:1 Valvee 29 2 28.09 1983 0:1 Nissinen 52, 0:2 Houviala 54, 0:3 Dziadulewicz 77 |
| 1. FC Magdeburg – FC Barcelona 1:5 i 0:2 1 14.09 1983 0:1 Schuster 3, 0:2 Maradona 14, 1:2 Pommerenke 58, 1:3 Alonso 66, 1:4 Maradona 76, 1:5 Maradona 80k 2 28.09 1983 0:1 Quini 22, 0:2 Quini 78 |
| NEC Nijmegen – SK Brann 1:1 i 1:0 1 14.09 1983 1:0 Janssen 42, 1:1 Krogh 67 2 28.09 1983 1:0 Mommertz 24 |
| Mersin İdman Yurdu – Spartak Warna 0:0 i 0:1 1 14.09 1983 2 28.09 1983 0:1 Kazakow 62 |
| Manchester United – Dukla Praga 1:1 i 2:2 1 14.09 1983 0:1 Křiž 60, 1:1 Wilkins 89k 2 28.09 1983 0:1 Stambachr 11, 1:1 Robson 33, 2:1 Whiteside 79, 2:2 Daňek 83 |
| Íþróttabandalag Akraness – Aberdeen F.C. 1:2 i 1:1 1 14.09 1983 1:0 Halldorsson 28, 1:1 McGhee 30, 1:2 McGhee 38 (mecz w Reykjavíku) 2 28.09 1983 0:1 Strachan 68k, 1:1 Askelsson 90k |
| Enosis Neon Paralimni – SK Beveren 2:4 i 1:3 1 14.09 1983 1:0 Zouvanis 12, 1:1 Schonenberger 15, 1:2 Garot 28, 1:3 Kusto 53, 2:3 Tserkezos 59, 2:4 Stalmans 84 2 28.09 1983 0:1 Theunis 6, 0:2 Lambrichts 30, 0:3 Stalmans 36, 1:3 Kalineras 62 |
| SSW Innsbruck – 1. FC Köln 1:0 i 1:7 1 14.09 1983 1:0 Gross 71 2 28.09 1983 0:1 Strack 13, 0:2 K.Allofs 15, 0:3 Fischer 29, 1:3 Gröss 31, 1:4 Steiner 45, 1:5 Fischer 48, 1:6 K.Allofs 53, 1:7 Strack 61 |
| AEK Ateny – Újpest 2:0 i 1:4 1 14.09 1983 1:0 Kottis 65, 2:0 Ross 89 2 28.09 1983 0:1 Kirsznyer 10, 0:2 Kiss 13, 1:2 Vlahos 17, 1:3 Kardos 39, 1:4 Kardos 75k |
| B 1901 – Szachtar Donieck 1:5 i 2:4 1 14.09 1983 0:1 Morozow 25, 0:2 Graczew 32, 0:3 Radenko 43, 0:4 Morozow 53, 1:4 Bögrad 56k, 1:5 Graczew72 2 28.09 1983 0:1 Morozow 25, 0:2 Sokołowski 37k, 1:2 Bögrad 43, 2:2 Sokołowski 70s, 2:3 Graczew 80, 2:4 Morozow 83                                                                                          |
| Servette FC – Avenir Beggen 4:0 i 5:1 1 14.09 1983 1:0 Schnyder 25, 2:0 Brigger 52, 3:0 Elia 56, 4:0 Barberis 75 2 28.09 1983 1:0 Elia 33, 2:0 Brigger 44, 2:1 Dresch 52, 3:1 Castella 63, 4:1 Brigger 73, 5:1 Geigger 90 |
| Valetta – Rangers 0:8 i 0:10 1 14.09 1983 0:1 Petersen 7, 0:2 McPherson 15, 0:3 McPherson 32, 0:4 McDonald 34, 0:5 Prytz 35, 0:6 McPherson 41, 0;7 McPherson 48, 0:8 Prytz 60k 2 28.09 1983 0:1 Mitchell 1, 0:2 McDonald 4, 0:3 Mitchell 9, 0:4 Dawson 16, 0:5 McDonald 36, 0:6 McKay 52, 0:7 Redford 55, 0:8 McDonald 62k, 0:9 Davies 66, 0:10 Redford 89 |
| Dinamo Zagrzeb – FC Porto 2:1 i 0:1 1 14.09 1983 1:0 Kranjčar 25, 1:1 Gómes 65, 2:1 Kranjčar 75 2 28.09 1983 0:1 Gómes 86 |

## 1/8 finału
| Paris Saint-Germain – Juventus F.C. 2:2 i 0:0 1 19.10 1983 1:0 Couriol 39, 1:1 Boniek 62, 1:2 Cabrini 77, 2:2 N’Gom 89 2 02.11 1983                                                                                 |
| Hammarby IF – FC Haka 1:1 i 1:2 (dog) 1 19.10 1983 0:1 Kujanapeä 33, 1:1 Ohlsson 72 2 02.11 1983 1:0 Holmberg 3, 1:1 Nissinen 40, 1:2 Kujanapeä 109 (mecz w Helsinkach)                                             |
| NEC Nijmegen – FC Barcelona 2:3 i 0:2 1 19.10 1983 1:0 Janssen 5, 2:0 Mommertz 44, 2:1 Migueli 45, 2:2 van Rossum 52s, 2:3 Urbano 73 2 02.11 1983 0:1 Alonso 3, 0:2 Clos 43                                         |
| Spartak Warna – Manchester United 1:2 i 0:2 1 19.10 1983 0:1 Robson 9k, 1:1 Dimow 14, 1:2 Graham 48 2 02.11 1983 0:1 Stapleton 1, Stapleton 31                                                                      |
| SK Beveren – Aberdeen F.C. 0:0 i 1:4 1 19.10 1983 2 02.11 1983 0:1 Strachan 38, 0:2 Simpson 45, 0:3 Strachan 51k, 0:4 Weir 64, 1:4 Theunis 73                                                                       |
| Újpest – 1. FC Köln 3:1 i 2:4 1 19.10 1983 1:0 Kiss 38, 2:0 Kirsznyer 41, 3:0 Kiss 63, 3:1 Sterner 75 2 02.11 1983 1:0 Strack 8s, 1:1 Strack 17, 1:2 K.Allots 47, 1:3 Littbarski 49, 2:3 Fekete 68, 2:4 K.Allots 88 |
| Szachtar Donieck – Servette FC 1:0 i 2:1 1 19.10 1983 1:0 Graczew 85 2 02.11 1983 1:0 Warnawski 58, 2:0 Warnawski 61, 2:1 Brigger 88                                                                                |
| Rangers – FC Porto 2:1 i 0:1 1 19.10 1983 1:0 Clarke 35, 2:0 Mitchell 85, 2:1 Jacques 89 2 02.11 1983 0:1 Gómes 53                                                                                                  |

## 1/4 finału
| FC Haka – Juventus F.C. 0:1 i 0:1 1 07.03 1984 0:1 Vignola 90 (mecz w Strasburgu) 2 21.03 1984 0:1 Tardelli 14                                                                |
| FC Barcelona – Manchester United 2:0 i 0:3 1 07.03 1984 1:0 Hogg 35s, 2:0 Rojo 90 2 21.03 1984 0:1 Robson 21, 0:2 Robson 50, 0:3 Stapleton 51                                 |
| Újpest – Aberdeen F.C. 2:0 i 0:3 (dog) 1 07.03 1984 1:0 Kirsznyer 48, 2:0 Heredi 78 2 21.03 1984 0:1 McGhee 38, 0:2 McGhee 89, 0:3 McGhee 95                                  |
| FC Porto – Szachtar Donieck 3:2 i 1:1 1 07.03 1984 0:1 Morozow 7, 0:2 Sokołowski 38, 1:2 Pacheco 41k, 2:2 Frasco 47, 3:2 Jacques 70 2 21.03 1984 0:1 Graczew 63, 1:1 Walsh 72 |

## 1/2 finału
| Manchester United – Juventus F.C. 1:1 i 1:2 1 11.04 1984 0:1 Rossi 14, 1:1 Davies 36 2 25.04 1984 0:1 Boniek 13, 1:1 Whiteside 70, 1:2 Rossi 89 |
| FC Porto – Aberdeen F.C. 1:0 i 1:0 1 11.04 1984 1:0 Gómes 14 2 25.04 1984 1:0 Vermelinho 76                                                     |

## Finał
| 16 maja 1984 Bazylea St. Jakob-Stadion (55 000) Juventus F.C. – FC Porto 2:1 (2:1) Sędzia: Adolf Prokop (NRD) Bramki: 1:0 Benjamino Vignola 12, 1:1 Antonio Sousa 29, 2:1 Zbigniew Boniek 41 Żółte kartki: Michel Platini / Antonio Lima Pereira Juventus (trener Giovanni Trapattoni): Stefano Tacconi – Claudio Gentile, Sergio Brio, Gaetano Scirea (kapitan), Antonio Cabrini, Marco Tardelli, Massimo Bonini, Benjamino Vignola (89 Nicola Caricola), Michel Platini, Paolo Rossi, Zbigniew Boniek FC Porto (trener José Mario Carvalho Pedroto): Zé Beto – João Pinto (kapitan), Antonio Lima Pereira, Enrico, Eduardo Luís (82 José Costa), Jaime Magalhaes (65 Mick Walsh), Antonio Frasco, Jaime Pacheco, Antonio Sousa, Fernando Gomes, Vermelinho |